# Starzan
Starzan, Tarzan z Gwiazd (jap. OKAWARI-BOY スターザンS Okawari-Boy Starzan-S) – japoński serial anime wyprodukowany w 1984 roku przez Tatsunoko Production w reżyserii Hidehito Uedy. Serial ten jest nawiązaniem do dwóch światowych hitów kinowych – Gwiezdnych wojen oraz Przygód o Tarzanie.

## Fabuła
Młoda i piękna Jun Yagami wyrusza na poszukiwanie swojego zaginionego ojca Mamoru. Krążą słuchy, że udał się w podróż, aby odnaleźć tajemniczy i legendarny świat, w którym nikt nigdy się nie starzeje – Paratopię. Niestety w czasie burzy kosmicznej Jun zostaje złowiona przez łowców nagród, uciekając ląduje na nieznanej nikomu planecie Kirakira. W świecie tym panuje wojna pomiędzy dwoma plemioniami: Senobi oraz grupą złych robotów, dowodzonych przez metalicznego Dartha Bellowa. Pierwsze z nich zamieszkuje las, jest spokojne i pokojowo nastawione, natomiast drugie pochodzi z pustyni i wszczyna wojnę, aby zająć tereny zalesione. Łowcy nagród przyłączają się do Dartha Bellowa, podczas gdy Jun wspiera Senobich i ich tzw. „boga lasu” – ludzkiego chłopaka Starzana, który próbuje pogodzić oba plemiona i zaprowadzić spokój we wszechświecie.

## Obsada (głosy)
- Kazuhiko Inoue – Starzan, Hoshio Yumeno
- Yumi Takada – Jun Yagami
- Kuniko Kashii – Maneko
- Tesshō Genda – Ebirusu
- Kazue Komiya – Leeds, Myutan
- Shin Aomori – Hachiro
- Tōru Ōhira – Darth Bellow
- Daisuke Gōri – Iron Man Ultra Z
- Kumiko Takizawa – Matka
- Ryūji Saikachi – Obi Wan Senobi
- Sanae Shinohara – Ojin Bow
- Takashi Taguchi – Ebi Ten Senobi
- Keiko Tomochika – Kaka San Senobi
- Nobuo Tanaka – Narrator

Źródło:

## Postacie
- Starzan S, Hoshio Yumeno – główny i tytułowy bohater anime. Opiekun lasu i istot w nim żyjących. Reprezentuje plemię Senobich, których jest przywódcą. Walczy o pokój i sprawiedliwość we wszechświecie. Gdy zbliża się, wydaje charakterystyczny okrzyk. Jak przystało na bohatera i obrońcę niewinnych, posiada biały kask i pelerynę, a także miecz, którym zadaje ciosy nieprzyjacielowi. Dysponuje też własnym pojazdem – Tobida Star, który posiada zdolność do transformowania się w gigantycznego robota. Współczesny Tarzan z gwiazd.
- Jun Yagami – młoda i atrakcyjna 17-letnia dziewczyna. Ma charakterystyczną fryzurę. Długie granatowe włosy spięte w dwa małe kucyki po bokach głowy. Nosi krótką czerwoną sukienkę i biały naszyjnik z zielonym kamieniem. Podróżuje po świecie w poszukiwaniu ojca. Uciekając od łowców nagród, trafia na planetę Kirakira. Imię i nazwisko tej postaci pochodzi prawdopodobnie od japońskiej piosenkarki Junko Yagami, która w latach 70 cieszyła się ogromną popularnością. Współczesna Jane – dziewczyna Tarzana.
- Myutan – zwierzątko Tarzana (Ewok). Jego rolą jest informować Starzana, gdy Jun jest w niebezpieczeństwie.
- Łowcy nagród:
  - Maneko – lider łowców nagród. Stara kobieta o silnym i trudnym charakterze. Lubi biżuterię i nosi okulary. Planem jej podróży po kosmosie jest „polowanie”. Oprócz tego pragnie wiecznej młodości. Jej nadrzędnym celem staje się odnalezienie legendarnej Paratopii przed Jun. Odwołanie do postaci Masako Ōya.
  - Ebirusu – jest synem Leeds i Hachiro, a wnukiem Maneko. Jest zakochany do szaleństwa, ale bez wzajemności w ziemiance Jun. Postać ta jest wykreowana na wzór Elvisa Presleya.
  - Leeds – matka Ebirusu i córka Maneko. Jest atrakcyjną kobietą o rudych włosach. Odwołanie do postaci Elizabeth Taylor.
  - Hachiro – ojciec Ebirusu. Posiada cichą i spokojną osobowość. Prawdopodobnie w przeszłości był mistrzem świata boksu. Odwołanie do postaci Hachiro Tako.
- Plemię Robotów:
  - Darth Bellow – mistrz, szef grupy robotów, jest bardzo niskiego wzrostu, swym wyglądem przypomina lorda Dartha Vadera z Gwiezdnych wojen. Głosu tej postaci udziela seiyū Tōru Ōhira, który dubbinguje głos Lorda Vadera w japońskiej wersji Gwiezdnych wojen.
  - Iron Man Ultra Z – gigantyczny robot z brązu, niezbyt inteligentny, posiada nadludzką siłę, z racji czego pełni funkcję goryla. Jednym swoim ciosem potrafi zniszczyć pozostałe roboty w pył.
  - Matka – komputer grupy robotów.
- Plemię Senobich:
  - Obi Wan Senobi – Starszy plemienia Senobich. Stanowi nawiązanie do postaci Obi Wana Kenobiego z Gwiezdnych wojen.
  - Ojin Bow – dziecko plemienia Senobich.
  - Ebi Ten Senobi – Ojciec Ojin Bow.
  - Kaka San Senobi – Matka Ojin Bow.

## Spis odcinków
- 1. uchuu ichi no okawari BOUI (jap. 宇宙一のおかわりボーイ)
- 2. ten kara kami ga futte kita !? (jap.  天から神がふってきた!?)
- 3. USO ? HONTO ? PARATOPIA (jap.  ウソ?ホント?パラトピア)
- 4. DAIKIN boshi da yo ! zenin shuugou (jap.  ダイキン星だよ!全員集合)
- 5. chappui ! kegawa pocchii (jap.  ちゃっぷい!毛皮ぽっちい)
- 6. JUN-chan ga futari !? (jap.  ジュンちゃんがふたり!?)
- 7. sora ni hikarete PENPEN mura (jap.  空にひかれてペンペン村)
- 8. DOKI ! mita ne JUN-chan (jap.  ドキ!見たねジュンちゃん)
- 9. ten made nobi-ru se ga nobiru (jap.  天までのび～る背がのびる)
- 10. sennyuu !! MISUTERIIZOUN (jap.   潜入!!ミステリーゾーン)
- 11. KIRAKIRA hoshi ni PINKU no yuki (jap.  キラキラ星にピンクの雪)
- 12. mezase EBIRUSU ! youshi no hoshi (jap.  めざせ!エビルス養子の星)
- 13. sanjou ! uchuu no hissatsu sagashi ya jin (jap.  参上!宇宙必殺捜し屋人)
- 14. MANEKO daibutsu ikari no dai gyakushuu ! (jap.  マネコ大仏怒りの大逆襲)
- 15. GOKU!! mujintou de MUFUFU (jap.  ゴクッ!無人島でムフフ)
- 16. MANEKO-chan no aijou monogatari (jap. マネコちゃんのア異常物語)
- 17. moeru toukon ! namida no HACHIROU (jap.  燃える闘魂!涙のハチロー)
- 18. make so ! bi seinen sensei deta zo (jap.  負けそ!美青年先生出たぞ)
- 19. GOKUROU-san de gokurousan (jap.  ゴクロウ山でごくろうさん)
- 20. sora tobu KURISUTARU. BIKINI (jap.  空飛ぶクリスタルビキニ)
- 21. sennyuu RUPO ! HIIROU 24 jikan (jap.  潜入ルポ!ヒーロー24時間)
- 22. HACHIROU no renai mie kouza ! (jap.  ハチローの恋愛見栄講座!)
- 23. RERE ! ni mai me ni narenai (jap.  レレ!二枚目になれない)
- 24. mita ! okawari HAUSU no himitsu (jap.  見た!おかわりハウスの秘密)
- 25. fukkatsu ! ROBOTTO zoku no don (jap.  復活!ロボット族のドン)
- 26. kettou ! dounimo narazumono (jap.  決闘!どうにもならず者)
- 27. MYUUTAN kokyou ni kaeru ! (jap.  ミュータン故郷に帰る!)
- 28. onobori BOUI toukyou kenbun roku (jap.  おのぼりボーイ東京見聞録)
- 29. dai dassou ! KONKURIITO mitsurin (jap.  大脱走!コンクリート密林)
- 30. kigyou dai sensou ! RIIZU VS MANEKO (jap.  企業大戦争リーズVSマネコ)
- 31. arashi no yokan ! BABUUOJIN bou (jap.  嵐の予感!バブーオジン坊)
- 32. KIRAKIRA hoshi ni PARATOPIA !? (jap.  キラキラ星にパラトピア!?)
- 33. dai konsen MAZAAKONSENTO (jap.  大混線マザーのコンセント)
- 34. kun no uchuu wo misete (jap.  君の宇宙を見せて…)

Źródło:

## Piosenki
Jedna czołówka towarzysząca całej serii – Show Me Your Space ~ Kimi no Uchuu wo Misete ~ w wykonaniu Poplar.
Dwie tyłówki –  Koisuru Kimochi wa Doughnuts no Naka w wykonaniu Takano Ai (odcinki od 1 do 33) oraz Salsa Paratopia w wykonaniu Takano Ai i Kumiko Kaori (w ostatnim epizodzie 34).

## Wersja polska
Wersja wydana w 1990 roku przez Adalbert na dwóch kasetach VHS, z polskim lektorem, których czas emisji wynosi 60 minut. Każda z kaset stanowi osobną część. Polskim lektorem był Janusz Kozioł.
Okawari-Boy-Starzan-S to seria fantastycznych przygód ziemianki Jun i chłopca z odległej planety – Starzana. Wartka akcja, atrakcyjnie pokazana walka dobra ze złem, ciekawa animacja ukazująca obok postaci ludzkich roboty, zwierzęta, statki kosmiczne i piękne krajobrazy dalekich planet – to walory sprawiające, że film o współczesnym Tarzanie z gwiazd zainteresuje młodego widza.